# Sotapanna
I buddhismen er en sotāpanna (Pali), śrotāpanna (sanskrit; burmesisk: သောတာပန်, tibetansk: རྒྱུན་ ཞུགས་), "strøm-vinder",  eller "strøm-gænger"  en person, der har set dharma og følgelig har overskåret de første tre lænker (saŋyojana), der binder et væsen til samsara, nemlig identitetssyn (sakkāya-ditthi), tilknytning til riter og ritualer (sīlabbata-parāmāsa) og tvivl (på Buddha; vicikitsa).
Ordet sotāpanna betyder bogstaveligt "en, der er kommet ind i (āpanna) strømmen (sota)", efter en metafor, der kalder den ædle ottefoldige vej en strøm, der fører til nibbāna.  At komme ind i strømmen (sotāpatti) er den første af de fire oplysningstrin.

## Opnåelse
Man bliver sotāpanna ved at skære de tre første lænker over.
Det siges, at sotāpanna har en intuitiv forståelse af dharmaen. Denne visdom kaldes ret forståelse (sammā diṭṭhi). 
Sotāpanna har en urokkelig tillid til Buddha, dharma og sangha.
Det siges, at sotapanna har "åbnet dhamma-øjet" (dhammacakka), fordi de har indset, at alt, hvad der opstår, vil ophøre (anicca).
En sotāpanna har fået sit første glimt af det ubetingede element, asankhata,  hvori man ser målet.
Mens strøm-gængeren har set nibbāna, og således bekræftet tilliden til det, kan arahanten  "drikke fuldt ud af kilden", for at bruge en simile fra Kosambi Sutta (SN 12.68).
Sotāpanna "kan sige dette om sig selv: 'Helvede er afsluttet; genfødsel som dyr er afsluttet; tilstanden som hungrende spøgelse er afsluttet; tilværelser med berøvelse, fattigdom og de dårlige genfødsler er ophørt! Jeg er en strøm-vinder, standhaftig, aldrig mere bestemt til tilværelser med ulykke, jeg har kurs mod selvoplysning!".
De resterende tre stier er:
1. Engangs-tilbagevender (sakadāgāmin),
2. Ikke-tilbagevender (anāgāmin) og
3. Arahant

Strøm-gængere er bestemt til at nå disse stier. Deres oplysning som discipel (ariya-sāvaka) bliver uundgåelig inden for syv liv, hvor de transmigrerer blandt guder og mennesker;  hvis de er vedholdende (appamatta, appamāda) i praksis med Buddhas lære, kan de muligvis vågne fuldstændigt op i deres nuværende liv. De har meget lidt fremtidig lidelse at gennemgå.
De tidlige buddhistiske tekster (f.eks. Ratana Sutta) siger, at en strøm-gænger ikke længere vil blive født i dyreriget eller helvedesriger; ej heller som et hungrende spøgelse. Vejen til uheldige genfødsler (duggati) er blevet lukket for dem.

### Seks handlinger, der ikke begås af en sotāpanna
1. Dræbe sin egen mor.
2. Dræbe sin egen far.
3. Dræbe en arahant.
4. Ondsindet såre Buddha, så det trækker blod.
5. Bevidst skabe splid i klosterfællesskabet.
6. Tage en anden lærer [udover Buddha].[17]

## Eksterne links
- Thanissaro Bhikkhu (2006). Streamindtastning (del 1: Vejen til strømindgang) . Hentet 28. september 2007 fra Access to Insight.
- Thanissaro Bhikkhu (2004). Streamindtastning (Del 2: Streamindgang og efter). Hentet 28. september 2007 fra Access to Insight.
- Samyutta Nikaya  Arkiveret 24. juli 2020 hos  Wayback Machine, oversættelse fra Mahindarama Temple, Penang, Malaysia.
- Jeffrey S. Brooks, On Self-Ordination, taking the title Sotapanna (Stream Winner), beginning a new Vehicle of Buddhism and Using the Buddha's terminology for hierarchy within that new vehicle